# Epidendrum nocturnum
Epidendrum nocturnum é uma planta ripícola, terrestre ou epífita de crescimento sem pseudobulbos que pode ser encontrada em quase todo o Brasil. É a espécie-tipo do gênero Epidendrum. Caule ereto que varia de 20 a 80 cm de altura com folhas espaçadas e alternadas, coriáceas e finas de cor verde claro. Flor solitária que aparece no ápice dos caules. Flor de 3 cm de diâmetro, com pétalas e sépalas finas de cor verde. Labelo muito trilobado com lóbulos laterais e globiformes de cor branco. Existem variedades como a minor e a colossus.
Floresce na primavera.